# Mixopsis meridaria
Mixopsis meridaria är en fjärilsart som beskrevs av Paul Dognin 1907. Mixopsis meridaria ingår i släktet Mixopsis och familjen mätare. Inga underarter finns listade i Catalogue of Life.